# Cartas sobre la mesa
Cartas sobre la mesa es una novela de intriga y misterio escrito por Agatha Christie, publicada en 1936, donde el detective es Hércules Poirot.

## Argumento
El señor Shaitana es famoso como anfitrión de sus fiestas. Sin embargo, se trata de un hombre del que todos desconfían. Así, cuando expone a Poirot su teoría sobre el asesinato como forma de arte, el detective tiene sus reservas sobre aceptar la invitación para ver la colección privada de Shaitana.
Convocado con otros tres criminólogos y cuatro supuestos asesinos, inician tras la cena una partida de bridge. Pero al final de la partida descubren que el anfitrión ha sido asesinado por uno de sus invitados.
Si bien el número de sospechosos es limitado (sólo cuatro) y una de las pistas es entender y analizar el registro del desarrollo del juego de naipes, para determinar el momento que fue asesinado y obviamente al asesino, el desarrollo de la historia es conducida magistralmente llevando a falsas pistas y sorprendiendo en el final.

## Personajes

### Detectives
- Superintendente Battle, superintendente de Scotland Yard.
- Coronel Race, agente del Servicio Secreto.
- Ariadne Oliver, escritora de libros de misterios.
- Hercules Poirot, famoso detective privado.

### Sospechosos
- Dr. Roberts, un exitoso médico.
- Mrs. Lorrimer, experta jugadora de bridge.
- Mayor Despard, comandante del ejército.
- Anne Meredith, linda y joven mujer de escasos recursos.

### Otros
- Sr. Shaitana, rico coleccionista y víctima iniciática.
- Rhoda Dawes, amiga y compañera de piso de Anne.
- Sra. Burgess, secretaria del Dr. Roberts.